# Once Upon a Time in Saengchori
Once Upon a Time in Saengchori (원스 어폰 어 타임 인 생초리?, Wonseu eopon eo ta-im in SaengchoriLR) è una serie televisiva sudcoreana del 2010.

## Trama
Un gruppo di impiegati viene trasferito in un remoto paesino di campagna, dove iniziano a verificarsi strani fatti.